# مراغه (داغستان)
مراغه (به لاتین: Maraga) یک منطقهٔ مسکونی در روسیه است که در داغستان واقع شده‌است.